# Харперхей
Ха́рперхей (англ. Harpurhey) — северо-восточный район Манчестера (Северо-Западная Англия, Великобритания). Расположен в 5 км от городского центра. Ежедневный городской рынок, торгово-развлекательный центр, отделение полиции, муниципальное кладбище (с 1868 года). Население (по данным переписи населения в Великобритании 2001 года) — 8834 человека.

## Известные уроженцы
- Энтони Бёрджесс (1917—1993) — прозаик, поэт, драматург, сценарист, литературный критик, либреттист, переводчик, лингвист, композитор, путешественник.